# 赖弗尔巴赫
赖弗尔巴赫是德国莱茵兰-普法尔茨州的一个市镇。总面积4.46平方公里，总人口244人，其中男性129人，女性115人（2011年12月31日），人口密度55人/平方公里。